# Sherwood (Michigan)
Pour les articles homonymes, voir Sherwood.
Sherwood est un village du comté de Branch, dans l'État du Michigan, aux États-Unis. En 2020, il comptait une population de 285 habitants.